# Albert Matzinger
Albert Matzinger (La Chaux-de-Fonds, 26 april 1904 - Le Landeron, 15 april 1988) was een Zwitsers voetballer die speelde als aanvaller.

## Carrière
Matzinger speelde van 1924 tot 1931 voor FC La Chaux-de-Fonds, hij speelde ook drie interlands voor Zwitserland.